# Joël Kabongo
Joël Zakarias Kabongo (* 5. April 1998 in Albertslund) ist ein dänisch-sambischer ehemaliger Fußballspieler. Er absolvierte Spiele für dänische Jugendnationalmannschaften.

## Karriere

### Verein
Kabongo wurde im Nachwuchsleistungszentrum von Brøndby IF ausgebildet und erhielt im Januar 2017 einen Profivertrag. In der Saison 2016/17 kam er zu keinem Einsatz für die Profimannschaft des Kopenhagener Vorortklubs und wurde Ende August 2017 an den Zweitligisten Fremad Amager verliehen. Am 3. September 2017 absolvierte Kabongo sein erstes Spiel im Herrenbereich, als er beim 1:0-Sieg am dritten Spieltag gegen Esbjerg fB in der 82. Minute für Heini Vatnsdal eingewechselt wurde. Er war in der dänischen Zweitklassigkeit zu zehn Einsätzen gekommen, ehe er zu Brøndby IF zurückkehrte. Nach langwierigen Knieverletzungen erklärte er im August 2022 seinen Rückzug vom professionellen Fußball.

### Nationalmannschaft
Kabongo war zu einem Einsatz für die dänische U-16-Nationalmannschaft und zu vier für die U-18-Nationalauswahl gekommen, ehe er am 2. September 2016 beim 1:2 im Testspiel in Nyborg gegen Norwegen seinen ersten von sechs Einsätzen für die dänische U-19-Nationalmannschaft absolvierte.
Im August 2018 wurde Kabongo mit seiner Nominierung für die EM-Qualifikationsspiele gegen Finnland und Litauen erstmals in die dänische U-21-Nationalmannschaft eingeladen.  Am 14. November 2018 lief Kabongo bei der 1:4-Niederlage im Freundschaftsspiel in Logroño gegen Spanien erstmals für die dänische U21 auf.